# B-표지

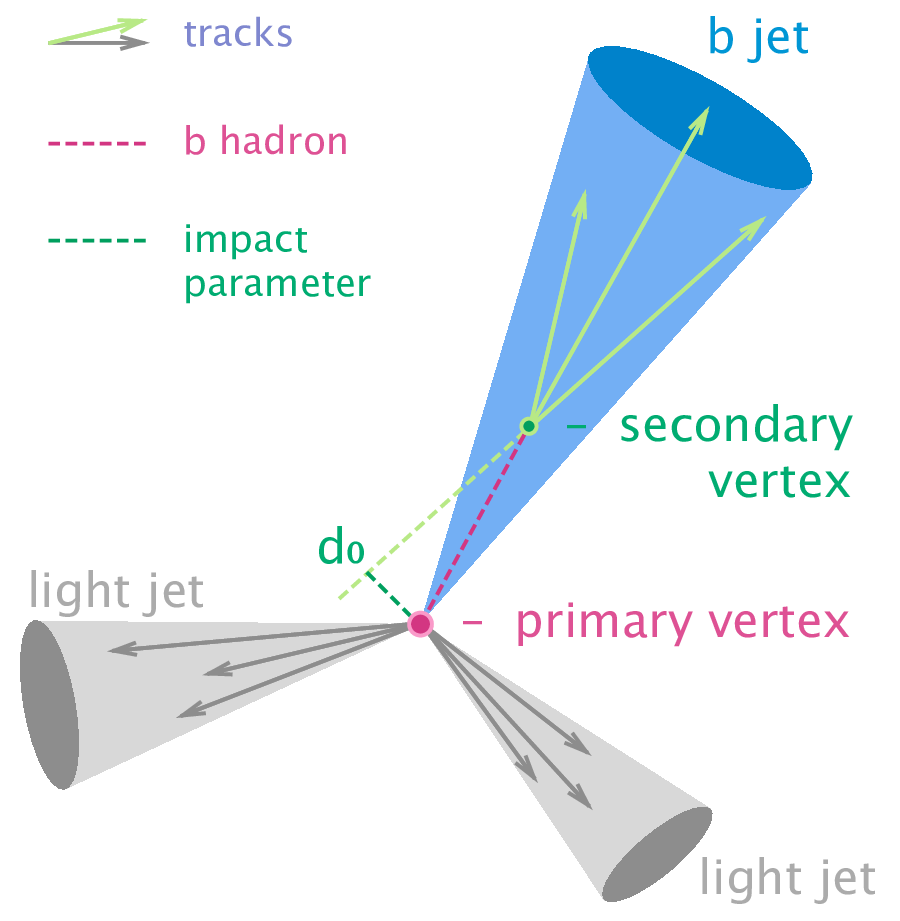

입자 물리학에서 b-표지(b-tagging)는 특정한 맛깔(flavor)을 지닌 입자의 젯(jet)을 찾아내는 방법이다.   바닥 쿼크(b-quark)를 찾아내는 방법이다.

## 중요성
b-표지가 중요한 이유는 다음과 같다.
- 바닥 쿼크의 물리학이 중요하기 때문이다. CP 깨짐이 대표적인 예다.
- 질량이 큰 입자들 중 최근에 발견되었거나 앞으로 발견이 기대되는 입자들은 바닥 쿼크로 붕괴하기 때문에, 이 붕괴 반응을 알아보는 것이 중요하다. 예를 들면 꼭대기 쿼크는 거의 언제나 바닥 쿼크로 붕괴하고, 힉스 보존도 대개는 바닥 쿼크로 붕괴하기 때문이다.

후자에서 b-표지는 결정적 역할을 한다. 이전에는 바닥 쿼크의 반감기가 너무 짧아서 바닥 쿼크만 떼어 생각하는 것이 불가능하다고 생각했지만, B중간자를 이용할 수 있다.

## 방법
b-표지는 b-젯의 고유한 특성을 이용한다. B중간자는 붕괴하기 전까지 대략 0.5 밀리미터를 날아간다.
- 바닥 쿼크를 포함하고 있는 강입자들은 바로 붕괴해버리지 않아서 입자 검출기에 흔적을 남기면서도 반감기가 적당히 짧아서 검출기 안에서 붕괴해버린다. 최근의 실리콘 검출기의 발전으로 충돌기 내에서 생성되고, 검출기 내에서 붕괴하는 자취를 어느 정도 정확하게 측정할 수 있다. 면서도 충분히 짧아.
- 바닥 쿼크는 다른 어떤 입자들보다도 무겁기 때문에, 붕괴하면서 진행 방향에 수직한 방향으로 붕괴한 입자가 많이 날아간다. 따라서 b-젯은 다른 젯보다 훨씬 넓은 모양을 가지고 있고, 포함하는 입자들도 훨씬 많으며, 전체 질량도 무겁다. 특히 운동량이 적은 렙톤들이 젯과 수직한 방향으로 나타나는 특징이 있다.

일단 어떤 젯을 b-젯이라고 판단하면 이를 반증하기가 어렵기 때문에, 현재 실험 물리학자들에게는 어떻게 하면 더 정확하게 판별할 수 있는지가 중요한 이슈이다.
B-중간자(바닥 쿼크를 포함하는 중간자)의 갖가지 성질을 테스트하는 정확성 테스트에서도, 초기 상태의 B-중간자가 과연 어떤 것인지 알아내는 것이 중요하다. 이는 {\displaystyle B^{0}-{\overline {B}}^{0}} 진동을 통하여 CP 깨짐을 관측하는 데 중요한 실험이다.

## 같이 보기
- 케이 중간자